# Torneo de las Cinco Naciones 1914
El Torneo de las Cinco Naciones de 1914 (Five Nations Championship 1914) fue la 32° edición del principal Torneo de rugby del Hemisferio Norte.
El campeón del torneo fue la Selección de Inglaterra,

## Clasificación
| Lugar | Selección  | Partidos | Partidos | Partidos  | Partidos | Puntos  | Puntos    | Puntos | Tabla de puntos |
| Lugar | Selección  | Jugados  | Ganados  | Empatados | Perdidos | A favor | En contra | dif.   | Tabla de puntos |
| ----- | ---------- | -------- | -------- | --------- | -------- | ------- | --------- | ------ | --------------- |
| 1     | Inglaterra | 4        | 4        | 0         | 0        | 82      | 49        | +33    | 8               |
| 2     | Gales      | 4        | 3        | 0         | 1        | 75      | 18        | +57    | 6               |
| 3     | Irlanda    | 4        | 2        | 0         | 2        | 29      | 34        | -5     | 4               |
| 4     | Escocia    | 3        | 0        | 0         | 3        | 20      | 46        | -26    | 0               |
| 5     | Francia    | 3        | 0        | 0         | 3        | 19      | 78        | -59    | 0               |

## Resultados
| 1 de enero | Francia | 6 - 8 | Irlanda | París, |  |

| 17 de enero | Inglaterra | 10 - 9 | Gales | Londres, |  |

| 7 de febrero | Gales | 24 - 5 | Escocia | Cardiff, |  |

| 14 de febrero | Inglaterra | 17 - 12 | Irlanda | Londres, |  |

| 28 de febrero | Irlanda | 6 - 0 | Escocia | Dublín, |  |

| 2 de marzo | Gales | 31 - 0 | Francia | Swansea, |  |

| 14 de marzo | Irlanda | 3 - 11 | Gales | Balmoral Showgrounds, |  |

| 21 de marzo | Escocia | 15 - 16 | Inglaterra | Inverleith, |  |

| 13 de abril | Francia | 13 - 39 | Inglaterra | París, |  |

## Premios especiales
- Grand Slam:  Inglaterra
- Triple Corona:  Inglaterra
- Copa Calcuta:  Inglaterra